# 胡天蘭

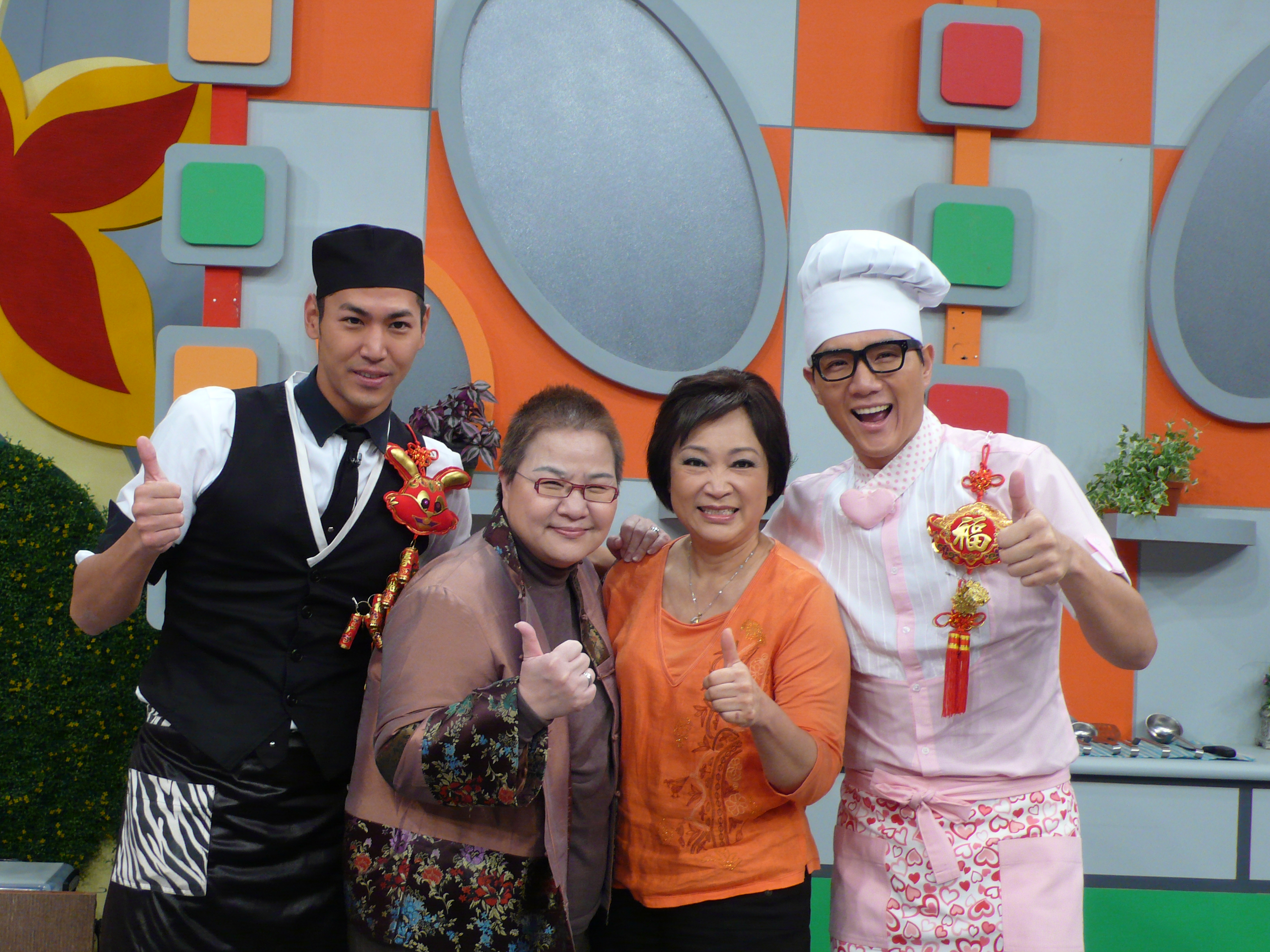
胡天蘭2011年參加綜藝節目

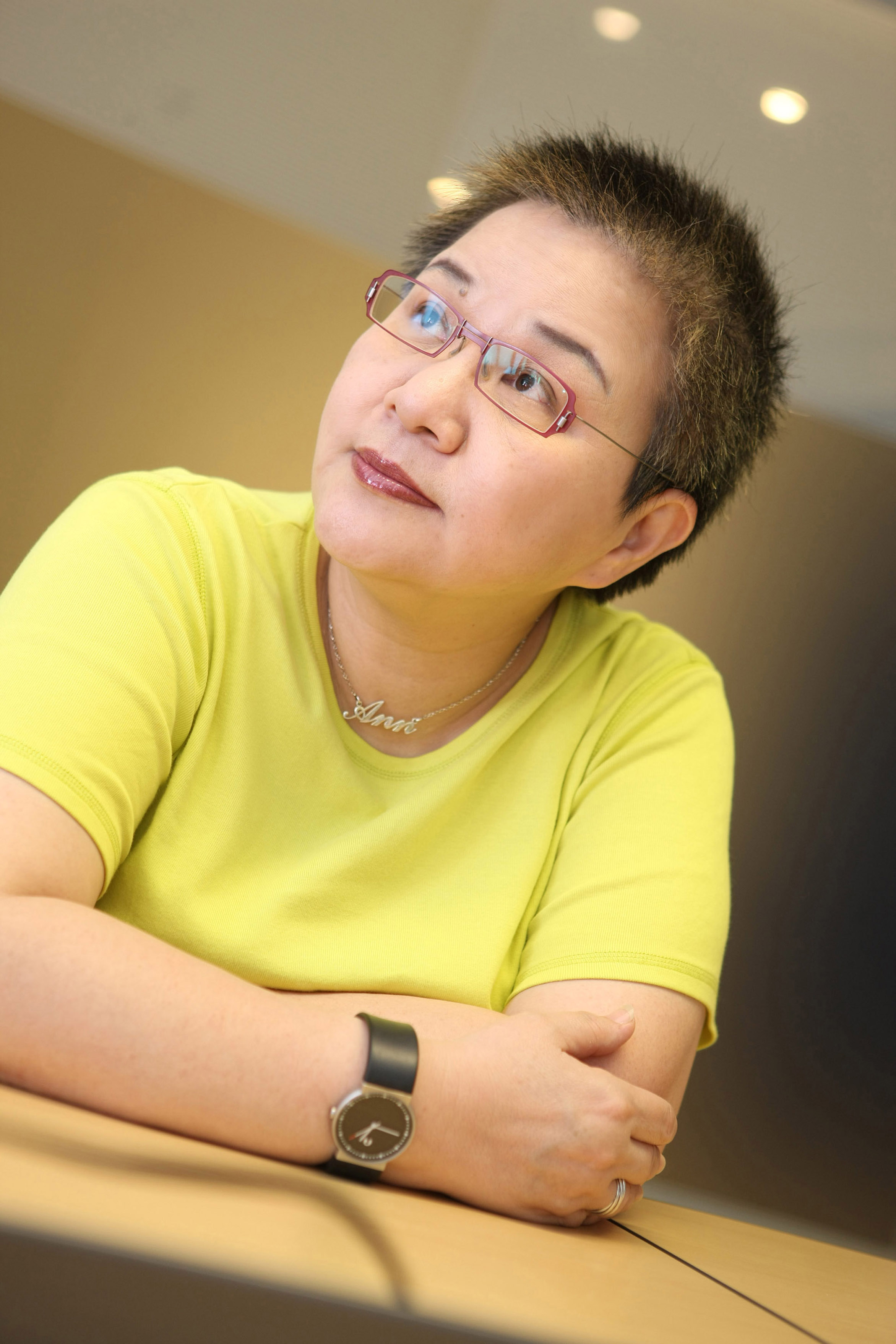
胡天蘭評審照

胡天蘭（1953年3月10日—），湖南醴陵人，出生於臺北市，臺灣美食評論家、美食作家，為1980年代投入飲食撰述的台灣媒體人。

## 生平
胡天蘭幼年受資深報人父親胡鐵痕（青年日報前身、青年戰士報創辦人）影響，熱衷飲食品味，矢志成為飲食文化工作者。
1986年，擔任室內設計雜誌《摩登家庭》主編，同時期受邀為財經雜誌《統領》、婦女雜誌《台視家庭月刊》撰寫餐飲專欄。
1988年，加入《儂儂出版集團》，任職婦幼雜誌《媽媽寶寶》主編，餐飲寫作未曾中輟，1991年進入《大成報》擔任旅遊記者，採訪生涯所見之在地風味陸續加入寫作內容，收納於1996年與《圓神出版社》合作之首本個人著述《Top台灣小吃100點》，手繪地圖與餐飲資訊結合的該本生活工具書，晉入敦煌書局暢銷書排行。
1997年，轉任《大成報》家庭消費版主編，同年移民加拿大。
2011年，授權友人創設《天蘭胡同》個人專屬網站。

## 爭議
2016年5月，蔡英文總統就任前夕，發表國宴菜單。胡天蘭卻認為，菜色「了無新意」，甚至直言有點寒酸。胡天蘭特別建議龍膽石斑可換成花蓮特有的曼波魚，但曼波魚早於2015年11月即「世界自然保護聯盟」（IUCN）列入《瀕危物種紅色名錄》（Red List）中，胡天蘭的發言被批評為毫無海洋國家觀念，是毀滅生態的推手之一。但此事仍有待商榷，因為據報導「IUCN不是國際漁業組織，而是由一群專家、科學家組成，每年投票處理選出瀕危物種新增至紅皮書中，但並非如《華盛頓公約》對國家具有法律約束力，且根據漁業署觀察，台灣東部海域曼波魚族群數量並沒有減少，宜蘭、花蓮及台東都有大量分布。」中國時報.2015-11-28

## 經歷

### 主編
- 《摩登家庭》雜誌
- 《媽媽寶寶》雜誌
- 《大成報》家庭消費版

## 綜藝節目
- 2022年 TVBS歡樂台台視 來吧！營業中 客人
- 2023年 衛視中文台台視 嗨！營業中第2季 客人

### 專欄作者
- 《中國時報》
- 《聯合報》
- 《自由時報》
- 《工商時報》
- 《明日報》
- 《壹週刊》
- 《商業周刊》
- 《統領雜誌》
- 《財經》
- 《錢櫃雜誌》
- 《休閒生活旅遊雜誌》
- 《女性雜誌》
- 《中華航空-機上雜誌》
- 《台視家庭月刊》
- 《快樂家庭雜誌》
- 《幼獅文化幼獅雜誌》
- 《吾愛吾家雜誌》
- 《飲食雜誌》

### 節目主持人
- 環宇廣播電台《天蘭美食會館》主持人

### 顧問
- 台灣美食藝術發展協會主任委員暨首席顧問
- 衛視中文台、星空衛視《食神爭霸》顧問
- 104美食王國網站創意總監暨顧問

### 評審
- 台北中華美食展 第三、四屆評審
- 台北牛肉麵節美食高峰論壇
- 創意牛肉料理王競賽 初賽評審
- 香港美食大賞
- 台北滷肉飯節
- 客家湯圓節

### 旅遊代言
- 香港旅遊發展局台灣地區1998行銷廣告美食代言人
- 加拿大卑詩省旅遊局台灣地區2008年形象代言人

### 著作
| 出版日期       | 書名                              | 出版社     | ISBN               |
| 1996年         | 《TOP台灣小吃100點》              | 圓神出版社 | ISBN 9789576072291 |
| 1997年         | 《現代養生美食》                  | 方智出版社 | ISBN 9789576795121 |
| 1998年         | 《星情大餐：創意星座美食》        | 鴻典出版社 | ISBN 9789579836807 |
| 1999年         | 《做個老饕》                      | 幼獅文化   | ISBN 9789578220072 |
| 2001年         | 《阿拉．上海-上海菜巡禮》         | 邦聯文化   | ISBN 9789578295278 |
| 2008年         | 《胡天蘭的辣嘴毒舌》              | 橘子文化   | ISBN 9789866890284 |
| 2010年11月18日 | 《胡天蘭極品美食100＋》           | 凱特文化   | ISBN 9789866175114 |
| 2017年         | 《天蘭尋味：胡天蘭的美味點評101》 | 聯經出版   | ISBN 9789570849783 |

## 年度大記事
- 1995年 受邀擔任『立頓創意茶』 競賽評審。
- 1996年 由圓神出版社 出版 『Top台灣小吃100+』 一書，為國內第一本以美食導覽位主，並付有地圖及店家營業資訊的工具書。
- 1997年 由方智出版社 出版 『現代養生美食』一書，是國內，少數將養生與美食結合討論的先驅。
- 1998年 由鴻典出版社 出版 『創意星座美食』一書，是國內，第一本將星座與美食結合討論的書籍。
- 2005年 台北牛肉麵節美食高峰論壇 發言人。
- 2005年 台北牛肉麵節創意牛肉料理王競賽全程評審。
- 2006年 行政院 農業委員會『台灣黃金雞排嘉年華』活動之書面評審。
- 2006年 台北牛肉麵節傳統牛肉麵料理王決選評審。
- 2006年 香港美食大賞台灣區評審代表。
- 2006年 受邀香港旅遊局 印製專屬『到香港遊新年 正港有意思』餐飲工具書，陳列在香港各大國際機場入境處。
- 2007年 台北滷肉飯節評審。
- 2008年 受邀加拿大旅遊局-卑詩省 為其『美食美景』專題代言。
- 2009年~2011年 部落格百傑評審 。
- 2009年 受邀 行政院 客委會 為 『客家創意美食大賽』 評審。
- 2010~2011年 受邀 行政院 客委會 『客家湯圓節』評審。
- 2010年 交通部觀光局『特色夜市選拔』活動評審。
- 2010年 受邀宜蘭縣政府 為『百大名店選拔』 評審。
- 2010年 部落格百傑評審。
- 2011年 受邀基隆市政府，為『基隆十大伴手禮』 評審。
- 2011年 受邀行政院 新聞局，為 『台灣美食文化網』諮商委員。
- 2017年 客串台視「噗通噗通我愛你」美食專家，演自己，品嚐美食。

## 外部連結
- 天蘭胡同-胡天蘭的Facebook專頁